# Sievershütten
Sievershütten là một đô thị ở huyện Segeberg, bang Schleswig-Holstein Segeberg, ở bang Schleswig-Holstein, Đức. Đô thị Sievershütten có diện tích 7,09 km², dân số thời điểm ngày 31 tháng 12 năm 2006 là 1171 người.

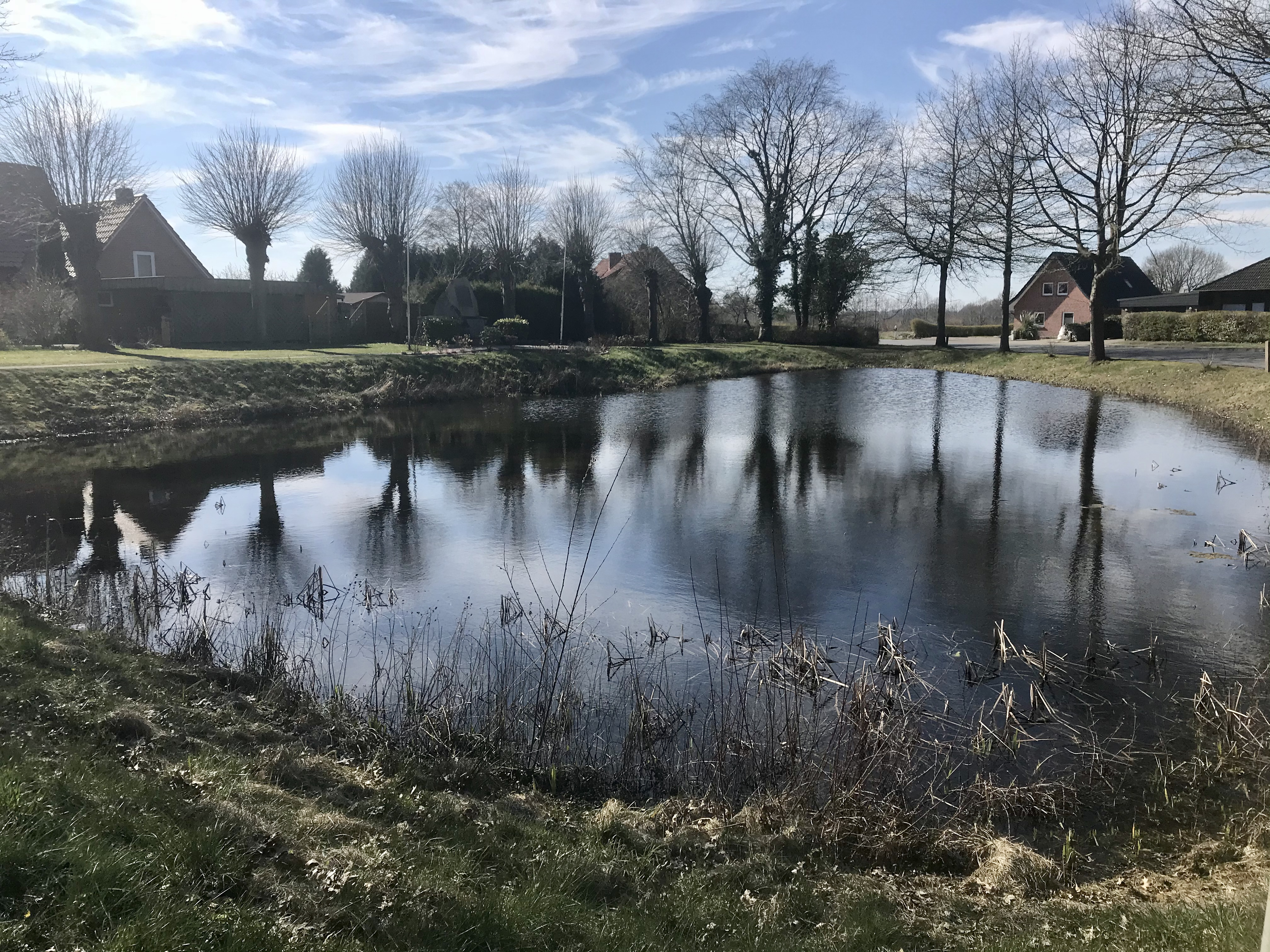
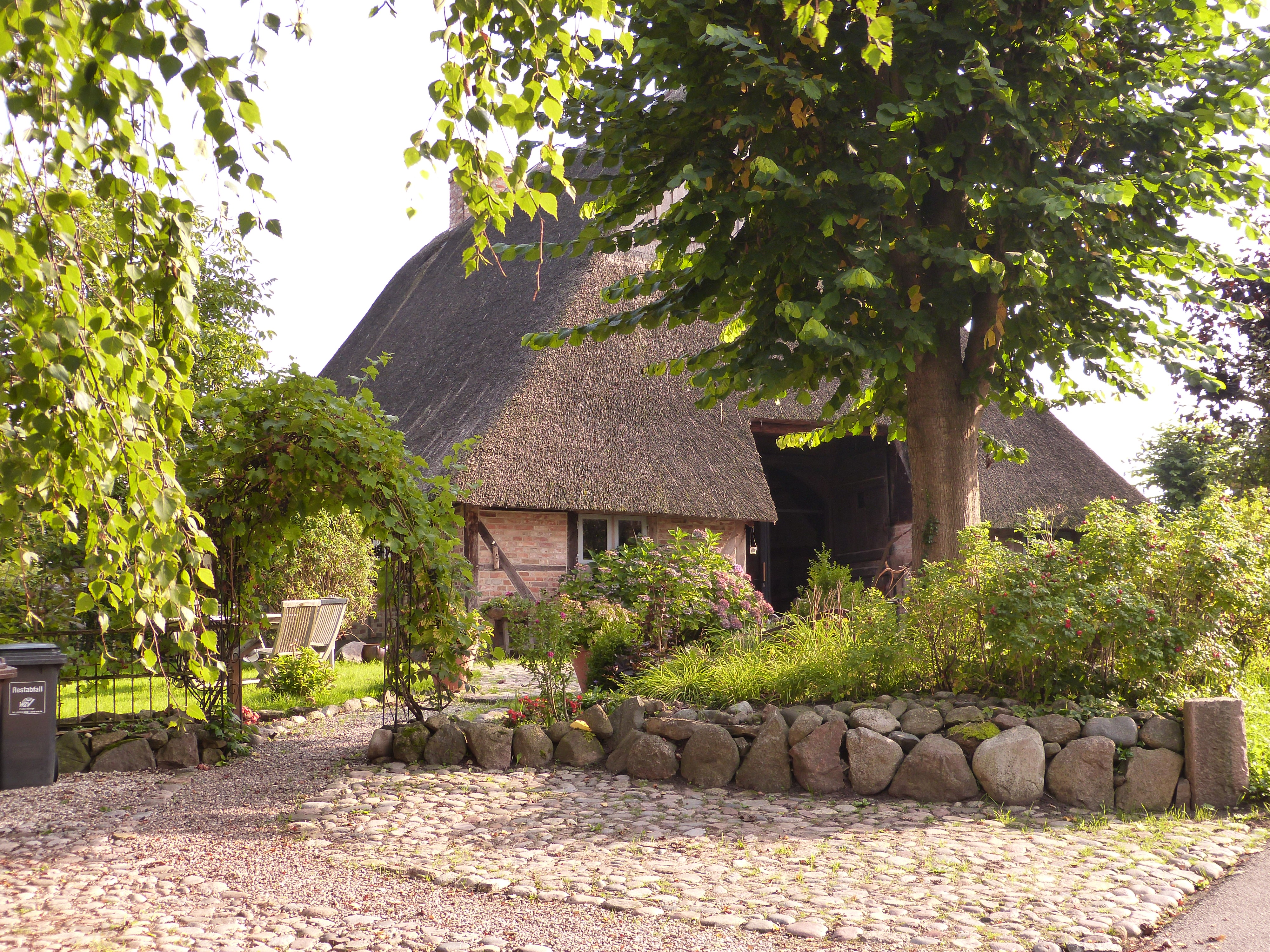